# 알자스 독립운동

알자스의 상징기

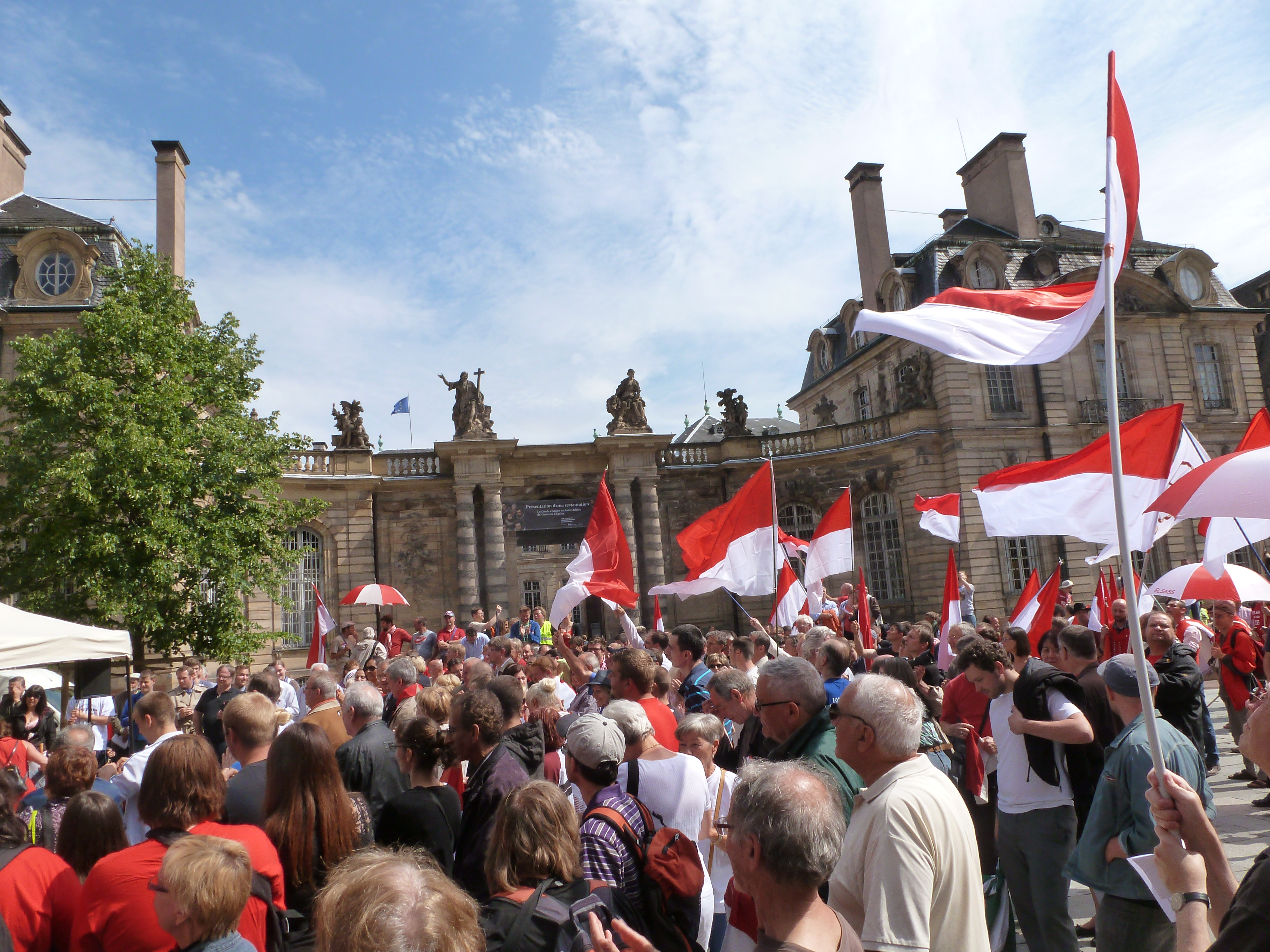
알자스 자치운동 시위

알자스 자치운동(프랑스어: Mouvement autonomiste alsacien, 알자스어: D'Elsässischa Salbschtstandikaitbewegùng, 독일어: Elsässer autonome Bewegung)은 알자스의 자치권 확대나 완전한 독립을 이루기 위한 문화적, 사상적, 정치적 지역주의 운동을 말한다.
알자스 자치운동의 대상은 우선 프랑스가 알자스의 영토, 정치, 사법상의 권리를 자처하는 중앙집권화 정책 (이른바 '자코뱅 정책')에 반대하는 것으로, 2016년 그랑데스트 레지옹 통합출범에 따른 반대 운동이 대표적이다. 한편으로 이웃국가인 독일의 범게르만주의를 경계하는 것도 있으며, 프랑스와 독일 두 국가의 패권에서 벗어나 자립을 추구하는 시각도 있다. 이러한 운동의 목표로는 알자스의 정치와 재정자립을 비롯한 지역분권화, 알자스 본연의 문화·역사·전통 수호, 알자스어의 이중언어화 등이 있다. 21세기에 들어서부터는 알자스 자치운동 시위에서 '알자스의 자유' (Elsass frei)를 외치는 경우도 나타났다.
2016년 알자스 레지옹이 그랑데스트 레지옹으로 통합됨에 따라 알자스 각 도시에서는 공공장소에서 대규모 시위를 벌이는 경우가 부쩍 늘었다. 뿐만 아니라 알자스 시민단체와 지역정당도 알자스의 자립을 위해 활동하고 있는데 알자스가 우선 (Alsace d'abord)과 운서 란트 (Unser Land)가 대표적이다.
알자스 자치권 확대운동은 더 나아가 알레만 분리주의 운동과 부분적으로 맞물리는 경우도 있는데, 알레만어권 지역을 하나의 국가로 통합하자는 운동으로서 나폴레옹 시대로부터 시작되어 제1차 세계 대전과 제2차 세계 대전 당시 프랑스의 독일 영토 병합으로 잠시 실현된 바 있다.

## 같이 보기
- 알자스
- 분리주의
- 그랑데스트